# Reckahner Reflexionen
Die Reckahner Reflexionen zur Ethik pädagogischer Beziehungen sind zehn Leitlinien, die beschreiben, wodurch sich gute Beziehungen in pädagogischen Settings auszeichnen. Sie können Lehrkräften und pädagogischen Fachkräften als Orientierung dienen. Die zehn Leitlinien sind in fünfjähriger Arbeit von zahlreichen Fachleuten aus Bildungspraxis, Bildungsforschung und Bildungspolitik entwickelt worden. Initiatorin war die Erziehungswissenschaftlerin Annedore Prengel, zum Redaktionsteam gehörten außerdem Friederike Heinzel, Sandra Reitz und Ursula Winklhofer. Beteiligt waren u. a. Christine Bergmann, Lothar Krappmann, Beate Rudolf, Thomas Häcker.
Im Jahre 2017 wurden die Reckahner Reflexionen vom Deutschen Institut für Menschenrechte, Deutschen Jugendinstitut e. V., MenschenRechtsZentrum an der Universität Potsdam, Rochow-Museum und Akademie für bildungsgeschichtliche und zeitdiagnostische Forschung e. V. an der Universität Potsdam herausgegeben.

## Inhalte
Was ethisch begründet ist:
1. Kinder und Jugendliche werden wertschätzend angesprochen und behandelt.
2. Lehrpersonen und pädagogische Fachkräfte hören Kindern und Jugendlichen zu.
3. Bei Rückmeldungen zum Lernen wird das Erreichte benannt. Auf dieser Basis werden neue Lernschritte und förderliche Unterstützung besprochen.
4. Bei Rückmeldungen zum Verhalten werden bereits gelingende Verhaltensweisen benannt. Schritte zur guten Weiterentwicklung werden vereinbart. Die dauerhafte Zugehörigkeit aller zur Gemeinschaft wird gestärkt.
5. Lehrpersonen und pädagogische Fachkräfte achten auf Interessen, Freuden, Bedürfnisse, Nöte, Schmerzen und Kummer von Kindern und Jugendlichen. Sie berücksichtigen ihre Belange und den subjektiven Sinn ihres Verhaltens.
6. Kinder und Jugendliche werden zu Selbstachtung und Anerkennung anderer angeleitet.

Was ethisch unzulässig ist:
1. Es ist nicht zulässig, dass Lehrpersonen und pädagogische Fachkräfte Kinder und Jugendliche diskriminierend, respektlos, demütigend, übergriffig oder unhöflich behandeln.
2. Es ist nicht zulässig, dass Lehrpersonen und pädagogische Fachkräfte Produkte und Leistungen von Kindern und Jugendlichen entwertend und entmutigend kommentieren.
3. Es ist nicht zulässig, dass Lehrpersonen und pädagogische Fachkräfte auf das Verhalten von Kindern und Jugendlichen herabsetzend, überwältigend oder ausgrenzend reagieren.
4. Es ist nicht zulässig, dass Lehrpersonen und pädagogische Fachkräfte verbale, tätliche oder mediale Verletzungen zwischen Kindern und Jugendlichen ignorieren.

## Relevanz
Internationale erziehungswissenschaftliche, sozialwissenschaftliche und psychologische Forschungsrichtungen heben die Bedeutung pädagogischer Beziehungen hervor. Eine wertschätzende Zuwendung von Fachkräften aus allen pädagogischen Berufen wird für Persönlichkeitsentwicklung, Schulleistungen und demokratische Sozialisation als notwendig angesehen. Das gilt in besonderem Maße für Kinder und Jugendliche in riskanten Lebenslagen, für die die verlässliche Beziehung zu einer Lehrperson oft die einzige Weichenstellung für Bildungserfolg beinhaltet. Eine wertschätzende Zuwendung von Fachkräften aus allen pädagogischen Berufen wird dabei als notwendig angesehen, damit sich Kinder und Jugendliche emotional, sozial und kognitiv gut entwickeln können. Unter anderem zeigen Beobachtungsstudien, dass in pädagogischen Arbeitsfeldern überwiegend anerkennend und neutral gehandelt wird, dass aber durchschnittlich mehr als 5 % aller pädagogischen Interaktionen als sehr verletzend und weitere 20 % als leicht verletzend einzustufen sind. Die Reckahner Reflexionen machen auf diese seelischen Verletzungen aufmerksam und sollen zur Verbesserung pädagogischer Beziehungen beitragen.
Die Aussagen der Reckahner Reflexionen lassen sich auch rechtlich legitimieren: So heißt es beispielsweise in der UN-Kinderrechtskonvention: „Bei allen Maßnahmen, die Kinder betreffen, gleichviel ob sie von öffentlichen oder privaten Einrichtungen der sozialen Fürsorge, Gerichten, Verwaltungsbehörden oder Gesetzgebungsorganen getroffen werden, ist das Wohl des Kindes ein Gesichtspunkt, der vorrangig zu berücksichtigen ist“ (Art. 3 KRK). Des Weiteren heißt es im Bürgerlichen Gesetzbuch „Kinder haben ein Recht auf gewaltfreie Erziehung. Körperliche Bestrafungen, seelische Verletzungen und andere entwürdigende Maßnahmen sind unzulässig“ (§ 1631 BGB).
Mittlerweile wurden die Reckahner Reflexionen von zahlreichen Organisationen und Einzelpersonen unterzeichnet, u. a. Grundschulverband, Sektion Schulpsychologie im Berufsverband Deutscher Psychologen, Deutsche Liga für das Kind, National Coalition Deutschland, Deutsche Gesellschaft für Demokratiepädagogik, Verband Sonderpädagogik e. V., International Human Rights Forum Luzern/CH, Pestalozzi Fröbel Verband, Initiative für Große Kinder e. V., Refik-Veseli-Schule.
An vielen Hochschulen, z. B. Fachhochschule Fulda, Hochschule für soziale Arbeit und Pädagogik, Universität Kassel, Johann Wolfgang Goethe-Universität Frankfurt am Main, Universität Rostock oder Humboldt-Universität zu Berlin werden die Reckahner Reflexionen in der Lehramtsausbildung und anderen pädagogischen Studiengängen eingesetzt. Des Weiteren gibt es Fortbildungen zu den Reckahner Reflexionen unter anderem für Lehrkräfte, für Mitarbeiterinnen und Mitarbeiter von Kindertagesstätten sowie für die Bildungsverwaltung. In zahlreichen Kindertagesstätten und Schulen werden die Reckahner Reflexionen für Entwicklungsprozesse in Team und Kollegien genutzt.

## Reckahner Regelbüchlein für große und kleine Kinder
In Anlehnung an die Reckahner Reflexionen ist seit 2017 das Reckahner Regelbüchlein für große und kleine Kinder entstanden. Es knüpft an die sechste Leitlinie der Reckahner Reflexionen an und benennt Regeln für große und kleine Kinder. Das Regelbüchlein wurde entwickelt, um Heranwachsenden eine menschenrechtlich und demokratisch fundierte Orientierung zu  geben.
1. Jedes Kind hat eine gleiche Würde. Jedes Kind ist wertvoll und liebenswert.
2. Ich sorge gut für mich.
3. Ich sorge gut für die anderen.
4. Ich sorge gut für die Dinge und die Umwelt.
5. Wenn ich traurig oder wütend bin, suche ich jemanden, mit dem ich darüber sprechen kann.
6. Wenn mir jemand weh tut oder Angst macht, sage ich: „Stopp!“. Wenn es nicht aufhört, hole ich Hilfe. Hilfe holen ist nicht petzen.
7. Wenn ich jemandem weh getan habe, mache ich es wieder gut. Bei „Stopp!“ höre ich darauf.
8. Wenn jemand schlecht über mich spricht, glaube ich an mich.
9. Alle Kinder und Erwachsenen bemühen sich, nach den Regeln zu handeln. Das ist nicht immer leicht. Wir helfen uns dabei.
10. Wir denken über die Regeln nach und sprechen über sie. Wir stellen selbst Regeln auf, die allen Kindern oder Jugendlichen helfen.
11. Die Goldene Regel: Was du nicht willst, das man dir tu, das füg auch keinem andern zu!
12. Tu dir selbst und anderen nicht weh!

Zu der Redaktion gehören Annedore Prengel und Jörg Maywald. Schirmherrin des Regelbüchleins ist Dr. Christine Bergmann, Bundesministerin a. D. und Mitglied der Unabhängigen Kommission zur Aufarbeitung sexuellen Kindesmissbrauchs. Herausgegeben wird das Büchlein vom Rochow-Museum und Akademie für bildungsgeschichtliche und          zeitdiagnostische Forschung e.V. an der Universität Potsdam und der Pädagogischen Hochschule Steiermark in Graz/Österreich. Die grafische Gestaltung entwickelte Lore          Samhaber, Graz. Das Reckahner Regelbüchlein stellt einen Baustein im Rahmen einer ethischen Pädagogik dar.

## Bezüge zu Reckahn
Die Reckahner Reflexionen sind das Ergebnis von jährlichen Expertenkonferenzen des Arbeitskreises „Menschenrechtsbildung“, in denen sich über 150 Fachleute aus der Bildungspraxis, Bildungsforschung und Bildungsverwaltung beteiligten. Seit 2017 werden die Tätigkeiten des Arbeitskreises durch die Robert Bosch Stiftung gefördert. Als Tagungsort für die Expertenkonferenzen wurde der kulturelle Gedächtnisort Rochow-Museum im nahe der Stadt Brandenburg/Havel gelegenen Dorf Reckahn gewählt. Dort wird mit den Reckahner Reflexionen an eine rund 250 Jahre alte pädagogische Tradition angeknüpft. So wurde bereits im Jahre 1773 in Reckahn von Friedrich Eberhard von Rochow und Christiane Louise von Rochow eine philanthropische Musterschule gegründet, die bis heute als Schulmuseum Reckahn existiert: Der Unterricht wandte sich damals bereits gegen die Prügelstrafe und gegen ständische, religiöse oder rassistische Diskriminierung. Kinder wurden als vernunftbegabte Wesen angesehen. Die Gemeinde Kloster Lehnin, zu der Reckahn gehört, und der Landkreis Potsdam-Mittelmark unterstützen die Ziele der Reckahner Reflexionen, lassen sie in weitere Sprachen übersetzen und machen sie in ihren internationalen Partnergemeinden zum Thema.

## Berichterstattung
- Frankfurter Allgemeine Zeitung (16. Mai 2012): Was ist Inklusion? Das Reckahner Bildungsgespräch fragt nach den Bedingungen für gemeinsamen Unterricht. Seite 10.
- Ralf Augsburg: Pädagogik im Ganztag braucht ethische Orientierung. 2017, ganztagsschulen.org
- Anja Linckus: Leitlinien zur Selbstverpflichtung. 2016, moz.de
- Markus Poch: Realschule aus Bielfeld hört Weckruf aus Reckahn. 2023, Westfalen-Blatt